# HIROKO (格闘家)
HIROKO（ひろこ、1978年10月24日 - ）は、日本の女性元総合格闘家。千葉県木更津市出身。第4代SMACKGIRL無差別級王者。
前職がSMクラブの女王様という異色の経歴の持ち主であり、日本人離れした体格を生かし外国人ファイターと渡り合った。

## 来歴
特に格闘技歴はなかったが、藪下めぐみ、高橋洋子に師事して格闘技を始め、2006年11月29日、スマックガール後楽園ホール大会でプロデビュー。スーパーギャルズミックス杯 無差別級トーナメントの1回戦でキックボクサーの村上リエを相手に3-0の判定で勝利しデビュー戦を飾る。
2007年3月11日、スマックガール無差別級トーナメント準決勝で女子プロレスラーの唯我に3-0で判定勝ち。5月19日、スマックガール無差別級トーナメント決勝では武田美智子を2-1の僅差の判定で下し、同日無差別級王座を獲得した高橋洋子への挑戦権を獲得。9月6日には恩師でもある高橋洋子を3-0の判定で下し、デビュー以来4戦無敗でスマックガール無差別級の4代目王者となった。
2007年11月に所属の巴組が活動停止となり、その後藪下のマネージメントからも離れ、フリーとして活動していたが、2008年2月20日に自らのチーム「B CREW」を立ち上げた。
2008年4月25日、スマックガールのWORLD ReMix TOURNAMENT 2008無差別級 準決勝に急遽出場するも、赤野仁美に腕ひしぎ十字固めで敗れプロ入り初めての敗戦を喫した。
2008年11月16日、JEWELS 旗揚げ戦で超弁慶と対戦し、判定勝ちを収めた。
2009年2月4日、JEWELS 2nd RINGで武田美智子と対戦し、2R右ストレートでTKO勝ちを収めた。
2009年5月16日、JEWELS 3rd RINGでシャノン・フーバーと対戦し、長い足を生かしたローキックを効果的に決めて3-0の判定勝ちを収めた。
2009年8月23日、シュートボクシング「Girls S-cup 2009」でシュートボクシングルールに初挑戦し、超弁慶にTKO勝ち。
2010年3月19日、JEWELS 7th RINGのメインイベントで赤野仁美と約2年ぶりに再戦し、2-1の判定勝ち。海外進出を目標にこの試合に向け約10kgの減量を行い、試合後にはStrikeforce世界女子フェザー級王者クリスチャン・サイボーグとの対戦を目標に掲げた。
2010年5月23日、JEWELS 8th RINGで江本敦子と対戦し、3-0の判定勝ち。
2010年8月29日、Girls S-cup 2010で行なわれたJEWELSマッチでサンディ・ファーナーと対戦し、前腕チョークで一本勝ちを収めた。当初は北京オリンピック女子レスリング63kg級銅メダリストであるランディ・ミラーと対戦予定であったが、ミラーが腰を負傷して欠場したため対戦相手がファーナーに変更となった。
2010年12月17日、JEWELS 11th RINGでモーリー・ヘイゼルと対戦し、2Rに3度のダウンを奪いTKO勝ちを収めた。当初はランディ・ミラーとの対戦が発表されていたが、ミラーが怪我で欠場となったため対戦相手が変更された。
2011年7月9日、JEWELS 15th RINGでエスイと対戦し、2R2分20秒、腕ひしぎ十字固めで一本勝ちを収めた。
2011年12月17日、Strikeforceに初参戦、Strikeforce: Melendez vs. Masvidalにてクリスチャン・サイボーグの保持する女子フェザー級王座に挑戦したが、1R開始わずか16秒でTKO負けを喫した。
その後、サイボーグのドーピング規定違反と、これによる当該試合の無効が主催者側から発表された。
2012年8月18日、Strikeforce: Melendez vs. Masvidalでジャーメイン・デ・ランダミーと対戦し、判定負け。
2013年8月6日、自身のブログ上にて7月31日をもって引退したことを発表した。

## 戦績

### プロ総合格闘技
| 総合格闘技 戦績 | 総合格闘技 戦績 | 総合格闘技 戦績 | 総合格闘技 戦績 | 総合格闘技 戦績 | 総合格闘技 戦績 | 総合格闘技 戦績 |
| --------------- | --------------- | --------------- | --------------- | --------------- | --------------- | --------------- |
| 15 試合         | (T)KO           | 一本            | 判定            | その他          | 引き分け        | 無効試合        |
| 12 勝           | 2               | 2               | 8               | 0               | 0               | 1               |
| 3 敗            | 0               | 1               | 2               | 0               | 0               | 1               |

| 勝敗 | 対戦相手                     | 試合結果                                 | 大会名 | 開催年月日     |
| ×    | エジアネ・ゴメス             | 3R終了 判定0-3                           | Invicta FC 4: Esparza vs. Hyatt                                                                            | 2013年1月5日   |
| ×    | ジャーメイン・デ・ランダミー | 3R終了 判定0-3                           | Strikeforce: Rousey vs. Kaufman                                                                            | 2012年8月18日  |
| －   | クリスチャン・サイボーグ     | ノーコンテスト（薬物検査失格）           | Strikeforce: Melendez vs. Masvidal 【Strikeforce女子フェザー級タイトルマッチ】                             | 2011年12月17日 |
| ○    | エスイ                       | 2R 2:20 腕ひしぎ十字固め                 | JEWELS 15th RING 【JEWELS特別ルール（パウンドあり）】                                                      | 2011年7月9日   |
| ○    | モーリー・ヘイゼル           | 2R 3:12 TKO（3ノックダウン：パンチ連打） | JEWELS 11th RING 【JEWELS特別ルール（パウンドあり）】                                                      | 2010年12月17日 |
| ○    | サンディ・ファーナー         | 1R 1:45 前腕チョーク                     | SHOOT BOXING WORLD TOURNAMENT Girls S-cup 2010 【JEWELS特別ルール（パウンドあり）】                        | 2010年8月29日  |
| ○    | 江本敦子                     | 5分2R終了 判定3-0                        | JEWELS 8th RING                                                                                            | 2010年5月23日  |
| ○    | 赤野仁美                     | 5分2R終了 判定2-1                        | JEWELS 7th RING 【JEWELS特別ルール（パウンドあり）】                                                       | 2010年3月19日  |
| ○    | シャノン・フーパー           | 5分2R終了 判定3-0                        | JEWELS 3rd RING                                                                                            | 2009年5月16日  |
| ○    | 武田美智子                   | 2R 3:25 TKO（右ストレート）              | JEWELS 2nd RING                                                                                            | 2009年2月4日   |
| ○    | 超弁慶                       | 5分2R終了 判定3-0                        | JEWELS 旗揚げ戦                                                                                            | 2008年11月16日 |
| ×    | 赤野仁美                     | 2R 3:10 腕ひしぎ十字固め                 | SMACKGIRL WORLD ReMix TOURNAMENT 2008 準決勝 【WORLD ReMix TOURNAMENT 2008 無差別級 準決勝】               | 2008年4月25日  |
| ○    | 高橋洋子                     | 5分3R終了 判定3-0                        | SMACKGIRL 2007 〜女王たちの一番熱い夏〜 【SMACKGIRL無差別級女王タイトルマッチ】                            | 2007年9月6日   |
| ○    | 武田美智子                   | 5分2R終了 判定2-1                        | SMACKGIRL 2007 〜最強はUSAだと女王は言った〜 【スーパーギャルズミックス杯 無差別級トーナメント 決勝】      | 2007年5月19日  |
| ○    | 唯我                         | 5分2R終了 判定3-0                        | SMACKGIRL 2007 〜女王は新宿の夜を赤く染るか？〜 【スーパーギャルズミックス杯 無差別級トーナメント 準決勝】 | 2007年3月11日  |
| ○    | 村上リエ                     | 5分2R終了 判定3-0                        | SMACKGIRL 2006 〜極女伝説〜 【スーパーギャルズミックス杯 無差別級トーナメント 1回戦】                      | 2006年11月29日 |

### アマチュア総合格闘技
| 勝敗 | 対戦相手  | 試合結果         | 大会名                                                              | 開催年月日    |
| △    | まりぃ015 | 4分1R終了 ドロー | S-KEEP "EGGS FIGHT4" 【アマチュアスマックガール公式戦 SGS-Fルール】 | 2006年5月14日 |

### グラップリング
| 勝敗 | 対戦相手             | 試合結果              | 大会名                                                                   | 開催年月日    |
| ×    | 塩田さやか           | 1:24 腕ひしぎ十字固め | Giグラップリング2008 【QUEEN TOURNAMENT エキスパート 無差別級 準決勝】   | 2008年8月31日 |
| ○    | 内藤晶子             | 0:46 腕ひしぎ十字固め | Giグラップリング2008 【QUEEN TOURNAMENT エキスパート 無差別級 2回戦】    | 2008年8月31日 |
| ×    | ロクサン・モダフェリ | アドバンテージ判定0-1 | SMACKGIRL GRAPPRING QUEEN TOURNAMENT 2006 【無差別級トーナメント 1回戦】 | 2006年7月23日 |

### シュートボクシング
| 勝敗 | 対戦相手 | 試合結果                                    | 大会名                                         | 開催年月日    |
| ○    | 超弁慶   | 1R 0:57 TKO（レフェリーストップ：肩の脱臼） | SHOOT BOXING GIRLS TOURNAMENT Girls S-cup 2009 | 2009年8月23日 |

## 獲得タイトル
- スーパーギャルズミックス杯 無差別級トーナメント優勝（2007年）
- 第4代SMACKGIRL無差別級女王（2007年）